# Gonçal de Borbó i Dampierre
Gonçal de Borbó i Dampierre (Roma, 5 de juny de 1937-Lausana, 27 de maig de 2000) va ser un aristòcrata espanyol, membre de la família del rei d'Espanya. Va ostentar el títol de duc d'Aquitània i va ser cavaller dels reials ordes de Sant Miquel i de l'Esperit Sant. Va ser fill del també infant Jaume de Borbó i Battenberg i d'Emmanuelle Dampierre, i net d'Alfons XIII.

Va quedar apartat de la successió per la renúncia del seu pare als drets a la corona a causa de la seva sordmudesa. El 1947 els seus pares es van separar i va ser enviat amb el seu germà Alfons a un col·legi a Suïssa, on va cursar estudis fins al 1954, any en què ambdós germans van passar a viure a Espanya. 

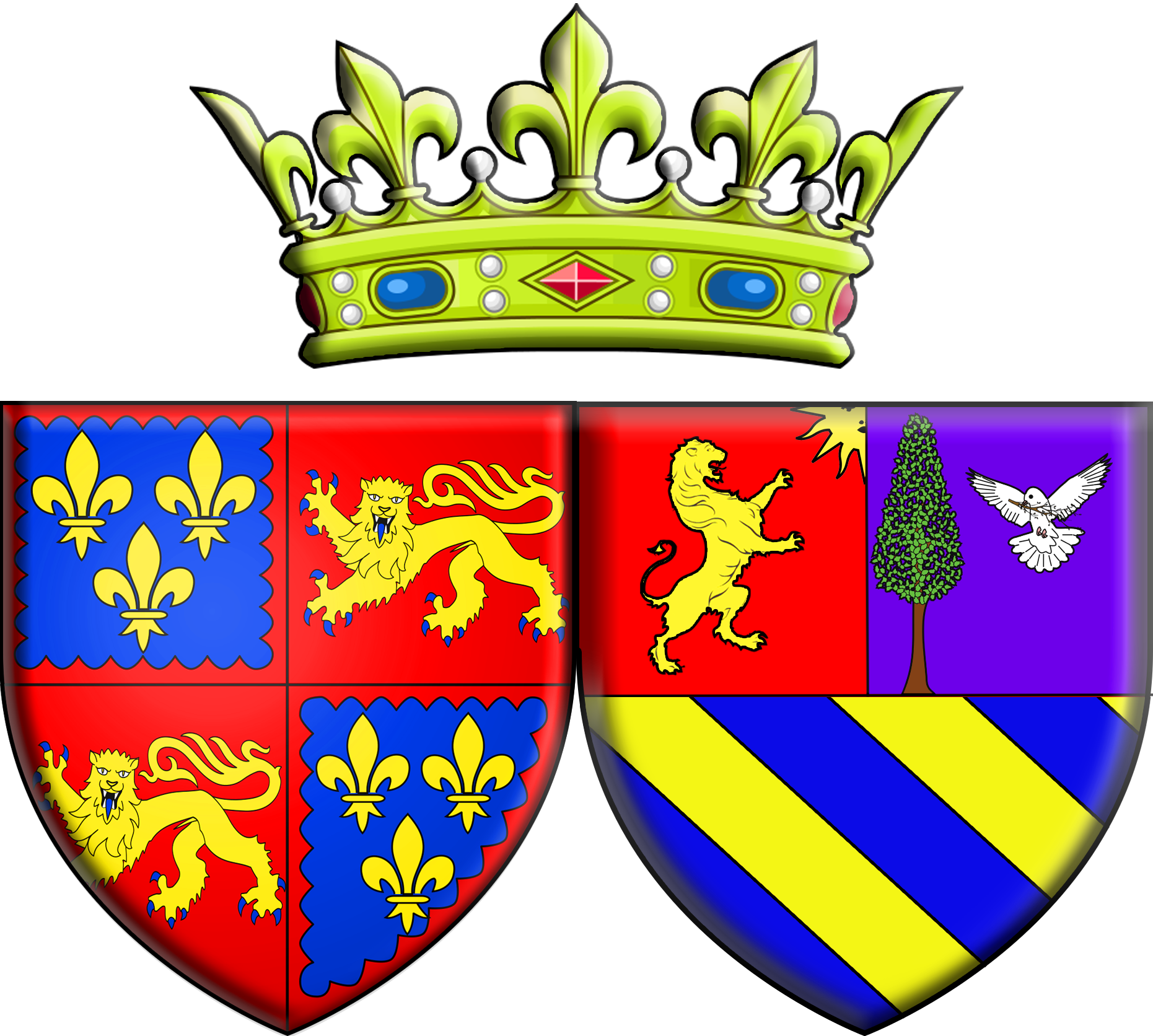
Escut d'armes d'Emanuela, duquessa d'Aquitània (des del 1995).

Va iniciar estudis universitaris però no es va llicenciar. No obstant això, va començar a treballar com a economista en una delegació espanyola d'una important empresa dels Estats Units, ocupant càrrecs a Nova York, Madrid i Manila, fins i tot va ser president d'Ibérica de Seguros La Providencia. Es va mantenir sempre en segon pla, malgrat que era el cosí del rei Joan Carles I, si bé el 1982 va ocupar les portades de la premsa rosa quan va presentar a la seva filla de catorze anys, Stefanie, que havia nascut de la seva relació amb l'estatunidenca Sandra Lee. Des d'ençà aleshores va ser assidu a la premsa del cor. El 29 de gener de 1983 va sorprendre casant-se a Mèxic amb Carmen Harto Montealegre, una periodista deu anys menor que ell, divorciada i amb un fill, que a més treballava de relacions públiques a una discoteca de Madrid. El matrimoni no era vàlid a Espanya, i finalment no es va arribar a formalitzar i es van separar en tres mesos, i l'exparella va començar una guerra a la premsa rosa. El 1984 es va tornar a casar civilment i per l'església amb Mercedes Licer, una model que només tenia 20 anys, amb la qual va assistir al funeral de la reina Victòria Eugènia de Battenberg, quan el seu cos va ser repatriat a Espanya. Es va divorciar de nou el 1993 i es va casar civilment amb Emmanuela Pratolongo, i es va traslladar amb ella a viure a Lausana. El 1989 va presentar-se com a príncep davant de l'opinió pública francesa per fer campanya pel no al referèndum del Tractat de Maastricht.
Gonçal de Borbó va morir el 27 de maig de 2000 a Lausana i es van repatriar les seves restes a Espanya, que van ser enterrades al Convent de las Descalzas Reales de Madrid, on descansava ja el seu germà Alfons.